# مدني رحيمي
مدني رحيمي (1946 - 24 نوفمبر 2022) لاعب كرة قدم ومحلل رياضي سعودي سابق.

## النشأة
هو مدني فرج ناصر رحيمي مواليد 1946م في محافظة ينبع غرب السعودية.

## الحياة العملية
لعب مدني في نادي الاتحاد السعودي خلال فترة الثمانينات الهجرية، قبل أن يهجر كرة القدم لإكمال تعليمه وبعد حصوله على درجة الدكتوراه في علم الاجتماع التربوي عاد ليعمل في بيته الاتحاد كإداري منذ عام 1403 وحتى عام 1414هـ.
اعتزل بعد ذلك العمل الإداري وتوجه لمجال التحليل الفني عبر القنوات الرياضية, وبدأ في قناة راديو وتلفزيون العرب «أي آر تي» وهو يعمل حتى عام 2013م كمحلل في القناة الرياضية السعودية وكذلك قناة الدوري والكأس القطرية.
وكان مدني قد ساهم كلاعب في احراز الاتحاد لقبي كأس الملك وكأس ولي العهد عام 1383هـ، أما كإداري فقد حقق مع الاتحاد كأس الاتحاد 1406هـ وكأس الملك عام 1408هـ وكأس ولي العهد 1411هـ.

## وفاته
توفي يوم 24 نوفمبر 2022، عن عمر ناهز 75 عاماً عقب معاناة مع المرض. وكان رحيمي قد دخل قبل أكثر من عام على وفاته إلى المستشفى عقب تعرضه لجلطة دماغية.